# Fischräucherei Fahrenholzstraße 11
Die Fischräucherei Fahrenholzstraße 11 (ehemaliger Schlachthof) in der niedersächsischen Kreisstadt Cuxhaven im Landkreis Cuxhaven stammt vom Ende des 19. Jahrhunderts.
Aktuell (2024) wird das Gebäude gewerblich durch die Altstadträucherei Wilhelm Steffens von 1920 genutzt.
Das Gebäude steht unter Denkmalschutz (siehe auch Liste der Baudenkmale in Cuxhaven).

## Geschichte und Beschreibung
Das Haus im Lotsenviertel ist Teil der Stadt- und Siedlungserweiterung zwischen Elbdeich im Norden und Hafendeich im Westen. Die Straße zwischen Marienstraße und Alter Deichweg wurde benannt nach dem Gastwirt und Kaufmann Johann Hinrich Fahrenholz.
Das eingeschossige giebelständige verputzte Gebäude mit ziegelgedecktem Satteldach wurde um 1890 als Schlachthaus gebaut. 1916 wurde das Gebäude durch den Einbau zweier Räucheröfen und die Errichtung eines Schornsteins als Fischräucherei und Fischhandel umgenutzt, mit den denkmalgeschützten originalen Altonaer Öfen. Die einfache Fassade wurde im Giebel regionaltypisch senkrecht verbrettert. Geräuchert wird der Räucherfisch mit u. a. Buchen- oder Erlenholz.
Das Landesdenkmalamt befand u. a.: „…  orts- und wirtschaftsgeschichtlicher, gebäudetypischer und ortsbildprägender Zeugniswert …“